# VHL (タンパク質)
VHLタンパク質またはvon Hippel-Lindau腫瘍抑制因子（von Hippel-Lindau tumor suppressor）は、ヒトではVHL遺伝子にコードされるタンパク質である。VHL遺伝子の変異は、フォン・ヒッペル・リンドウ病（VHL病）と関係している。疾患名などと区別するため、pVHLと書かれることもある。

## 機能
フォン・ヒッペル・リンドウ病（VHL病）は、優性遺伝する遺伝性癌症候群の1つであり、眼、脳、脊髄、腎臓、膵臓、副腎のさまざまな悪性・良性腫瘍の素因となる。生殖細胞におけるVHL遺伝子の変異がVHL病の家族性遺伝の基礎となる。VHL病の人物は、VHLタンパク質の正常な機能が失われる、もしくは変化する変異を1つ受け継いでいる。時とともにVHLタンパク質の2つ目のコピーに孤発性変異が生じると、癌腫、特に肝臓や腎臓に影響を与える血管芽腫や腎臓（と膣の）明細胞がんが引き起こされる。
VHLは、elongin B、elongin C、cullin-2を含むタンパク質複合体の構成要素であり、E3ユビキチンリガーゼ活性を有している。この複合体は低酸素誘導因子（HIF）のユビキチン化と分解に関与している。HIFは酸素による遺伝子発現の調節に中心的な役割を果たす転写因子である。RNAポリメラーゼIIのサブユニットPOLR2G/RPB7も、このタンパク質の標的であることが報告されている。選択的スプライシングによって生じるバリアントが、VHFの異なるアイソフォームをコードすることが観察されている。その結果生じるタンパク質は 18 kDa と30 kDa の2つの形で産生され、がん抑制因子として機能する。

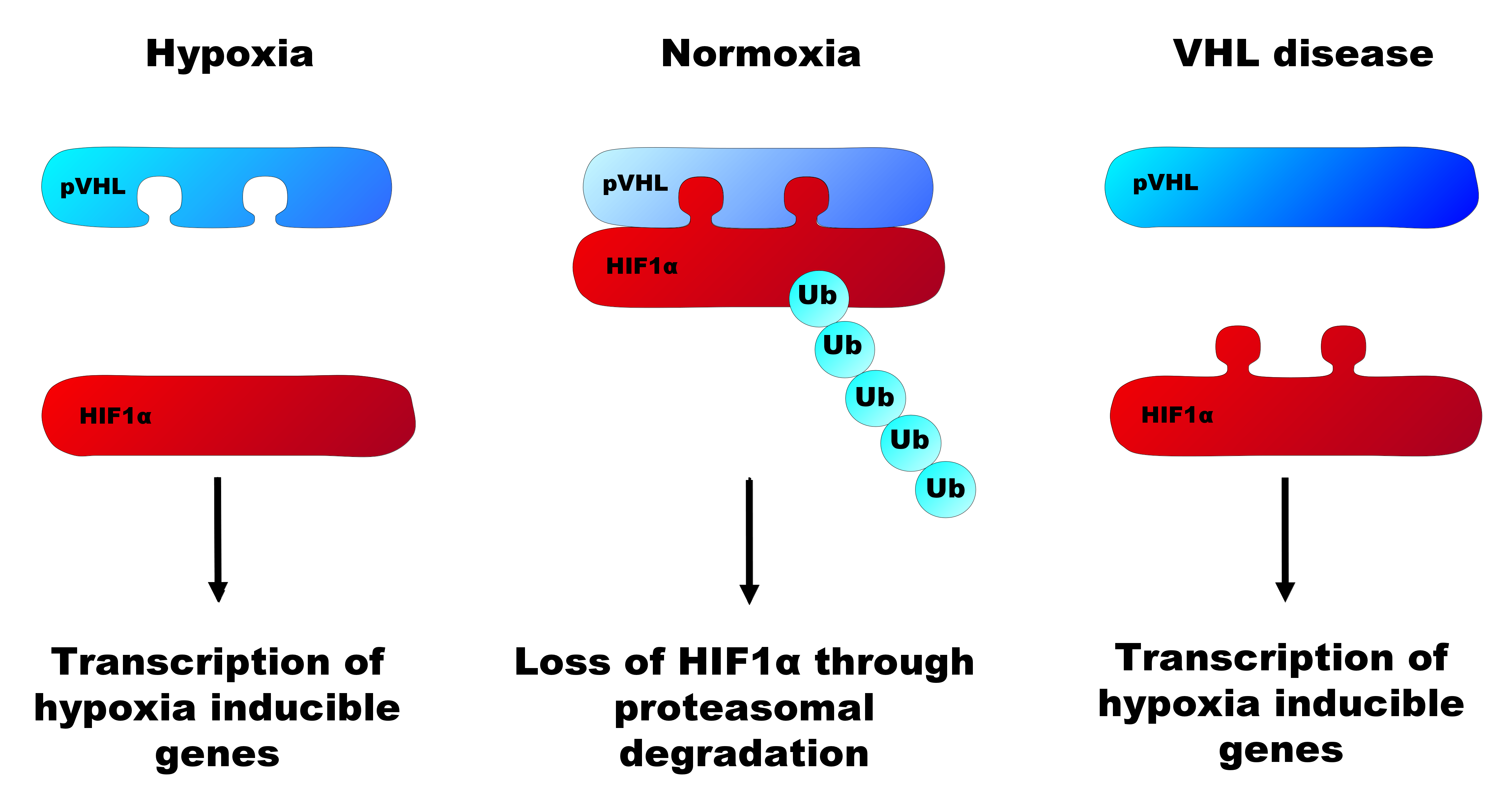
VHLによるHIF1αの調節。通常の酸素レベルでは、HIF1αは2-ヒドロキシル化されたプロリン残基を介してpVHLに結合する。これによってプロテアソームを介した分解が引き起こされる。低酸素状態では、プロリンはヒドロキシル化されておらず、pVHLは結合することができない。HIF1αは低酸素応答エレメント（hypoxia response element）を含む遺伝子の転写を引き起こす。VHL病では、遺伝子変異によって、多くの場合pVHLのHIF1α結合部位に変化が引き起こされている。

VHLによるユビキチン化の標的の中で最もよく研究されているのは、血管新生に関連する多数の因子の発現を誘導する転写因子HIF1A（HIF-1α）である。
ほとんどのがんは高い代謝活性を必要とする一方、構造的・機能的に不十分な血管系からしか供給が行われないため、腫瘍の成長にはHIFが必要とされる。HIFの活性化は血管新生を促進し、グルコースの取り込みを増大させる。ほとんどの場合HIFは低酸素条件下で活性化されるが、VHLを欠損した腎臓がん細胞では酸素存在下でもHIFが恒常的に活性化されている。
VHLとHIFが密接に相互作用していることは明らかである。まず、調査された腎細胞がんにおけるVHLの変異はすべてHIF修飾活性に影響を与えるものである。さらに、HIFの活性化はVHL病患者の腫瘍形成の最初期に検出される。低酸素条件下の正常細胞ではHIF-1αが活性化されるが、HIF-2αはほとんど活性化されない。しかし腫瘍では、HIF-1αとHIF-2αのバランスはHIF-2αへ傾いている。HIF-1αはアポトーシス促進因子として機能するが、HIF-2αはサイクリンD1と相互作用する。そのためアポトーシスが低下して生存率が増大するとともに、サイクリンD1の活性化によって細胞増殖が増加する。近年の腎臓がんでのHIF結合のゲノムワイド解析では、HIF-1αは主に予後の良い遺伝子の上流に結合する一方、HIF-2αは主に予後の悪い遺伝子の上流に結合することが示された。このことは、腎臓がんにおけるHIF転写因子の分布が患者の予後を決定する大きな重要性を有していることを示している。
活性を持つVHLを有する正常細胞では、HIFのαサブユニットは酸素存在下でのヒドロキシル化によって調節されている。鉄、2-オキソグルタル酸、そして酸素が存在するときには、HIFはHIFヒドロキシラーゼによって不活性化される。HIFのヒドロキシル化はVHLの結合部位を作り出す。VHLはHIF-1αをポリユビキチン化へ差し向け、プロテアソームによって確実に分解されるようにする。低酸素条件下では、HIF-1αサブユニットは蓄積しHIF-1βへ結合する。このHIFのヘテロ二量体は血管内皮細胞増殖因子（VEGF）やエリスロポエチンといったタンパク質をコードする遺伝子を活性化する転写因子として機能する。これらのタンパク質はいずれも血管新生に関与している。異常なVHLを持つ細胞は二量体の形成を防ぐことができず、そのため酸素存在下でも低酸素条件下のように振る舞う。
またHIFは、細胞成長の中心的な制御因子であるmTORとも関連付けられている。HIFの活性化がmTORを不活性化することが近年示されている。
HIFはVHL病の器官特異的な性質の説明の助けとなる可能性がある。どの細胞においてもHIFの恒常的活性化はがんを引き起こすものの、VHL病の影響を受けない器官には冗長的なHIF調節因子が存在する、という仮説が立てられてきた。しかしこの仮説は、VHLが機能喪失したすべての細胞種においてHIFの恒常的活性化とその下流の影響がみられるという理由で何度も反証されてきた。他の説では、VHLの喪失はすべての細胞でHIFの活性化を引き起こすものの、そのことは「大部分の」細胞においては増殖や生存に優位性をもたらさないとされる。
VHLタンパク質の変異の性質は、発症するがんのパターンの特徴的な表現型として表われる。VHLタンパク質のナンセンス変異や欠失変異は褐色細胞腫（副腎の腫瘍）のリスクの低い1型VHL病と関連付けられ、ミスセンス変異は褐色細胞腫のリスクの高い2型VHL病と関連付けられる。2型は腎細胞がんのリスクに基づいてさらに分類される。1型、2A型、2B型のVHL変異体はHIFを調節能を失っているのに対し、2C型の変異体ではプロテインキナーゼCの調節能が失われている。このような遺伝型ー表現型間の相関は、VHLのミスセンス変異体が「機能獲得型」のタンパク質である可能性を示唆している。
腎細胞がんにおけるVHLの関与は、腎細胞の持つ複数の特徴によって合理的に説明される。まず、腎細胞は他の細胞よりもHIFの下流の成長因子に対し感受性が高い。次に、上述したサイクリンD1との関係は腎細胞のみで見られる。最後に、腎臓の多くの細胞は通常は低酸素条件下で機能している。これらのことは腎細胞が他の細胞よりもVHLの喪失による発がん性の影響に対し感受性が高い可能性を示している。
VHLはHIFとの相互作用に加えて、チューブリンとも結合する。VHLとの結合によってチューブリンは安定化され、微小管は伸長する。この機能は、有糸分裂中の紡錘体の安定化に重要な役割を果たしている。VHLの欠失は、誤った方向を向いたり回転したりした紡錘体の劇的な増加を引き起こす。その機構は不明であるが、VHLは紡錘体チェックポイントの重要タンパク質であるMad2の濃度を増加させる。このように、VHLの喪失はチェックポイントの機能を弱め、その後の誤った分離や染色体の数的異常をもたらす。

## 病理
VHLタンパク質の活性の喪失はHIF-1αの増大をもたらし、VEGFやPDGFを含む血管新生因子のレベルを上昇させる。これによって腫瘍の必要条件の1つである、調節を受けない血管の成長が引き起こされる。加えて、VHLは腎細胞の分化状態の表現型の維持にも関与することが示唆されている。さらに、VHLを欠失した培養細胞を用いた実験では、VHLの添加によって間葉系細胞から上皮細胞への転換が誘導される。このことは、細胞の分化した表現型の維持にVHLが中心的な役割を果たすことを示唆している。
また、VHLは細胞外マトリックスの維持にも重要である。このタンパク質は、マトリックスメタロプロテイナーゼの阻害にも重要である可能性がある。これらのことはVHL欠損細胞の転移に極めて重要である。
典型的なVHL病においては、正常な心肺機能の維持にはVHLの野生型アレルが1つ存在することで十分なようである。

## 治療
VHLと関連したがんの治療標的として示唆されるものの中には、VEGFのようなHIF経路の標的が含まれる。VEGF受容体の阻害剤であるソラフェニブ、スニチニブ、パゾパニブ、そして近年ではアキシチニブがFDAによって承認されている。mTOR阻害剤ラパマイシンのアナログであるエベロリムス、テムシロリムス、VEGFのモノクローナル抗体であるベバシズマブも選択肢となる。
HIFの不活性化には、鉄、2-オキソグルタル酸、酸素が必要であるため、これらの補因子の欠乏はHIFを不活性化するヒドロキシラーゼの活性を低下させると考えられている。近年の研究では、酸素存在下においてもHIFが高度に活性化している細胞において、アスコルビン酸の添加によって活性が抑えられることが示されている。そのため、ビタミンCもHIF誘導性腫瘍の治療となる可能性がある。

## 相互作用
VHLタンパク質は次に挙げる因子と相互作用することが示されている。
- CCDC82（英語版）
- CUL2（英語版）[16][17][18][19][20]
- フィラミン[21][22]
- HIFAN（英語版）[23]
- HIF1A[23][24][25][26][27][28][29][30][31][32]
- 神経成長因子IB（英語版）[24]
- PHF17（英語版）[21]
- PSMC3（英語版）[26]
- SAP130（英語版）[16]
- TCEB1（英語版）[17][18][19][22][24][25][33]
- TCEB2（英語版）[16][17][18][19][25]
- USP33（英語版）[33]

## 関連文献
- The von Hippel–Lindau tumor suppressor complex and regulation of hypoxia-inducible transcription. 85. (2003). 1–12. doi:10.1016/S0065-230X(02)85001-1. ISBN 978-0120066858. PMID 12374282
- “von Hippel–Lindau tumor suppressor: not only HIF's executioner”. Trends in Molecular Medicine 10 (4):  146–9. (April 2004). doi:10.1016/j.molmed.2004.02.004. PMID 15162797.
- “Formation of primary cilia in the renal epithelium is regulated by the von Hippel–Lindau tumor suppressor protein”. Journal of the American Society of Nephrology 17 (7):  1801–6. (July 2006). doi:10.1681/ASN.2006020181. PMID 16775032.
- “The von Hippel–Lindau tumor suppressor gene expression level has prognostic value in neuroblastoma”. International Journal of Cancer 119 (3):  624–9. (August 2006). doi:10.1002/ijc.21888. PMID 16506218.
- “The von Hippel–Lindau tumor suppressor gene and kidney cancer”. Clinical Cancer Research 10 (18 Pt 2):  6290S–5S. (September 2004). doi:10.1158/1078-0432.CCR-sup-040025. PMID 15448019.
- “The von Hippel–Lindau tumor suppressor protein and clear cell renal carcinoma”. Clinical Cancer Research 13 (2 Pt 2):  680s–684s. (January 2007). doi:10.1158/1078-0432.CCR-06-1865. PMID 17255293.
- Roles of SCF and VHL ubiquitin ligases in regulation of cell growth. 29. (2002). 1–15. doi:10.1007/978-3-642-56373-7_1. ISBN 978-3-642-62714-9. PMID 11908068
- “Molecular pathogenesis of Philadelphia chromosome negative myeloproliferative disorders”. Blood Reviews 19 (1):  1–13. (January 2005). doi:10.1016/j.blre.2004.02.002. PMID 15572213.
- “von Hippel–Lindau disease”. Lancet 361 (9374):  2059–67. (June 2003). doi:10.1016/S0140-6736(03)13643-4. PMID 12814730.
- “Clustering of features of von Hippel–Lindau syndrome: evidence for a complex genetic locus”. Lancet 337 (8749):  1052–4. (May 1991). doi:10.1016/0140-6736(91)91705-Y. PMID 1673491.
- “The role of VHL in the regulation of E-cadherin: a new connection in an old pathway”. Cell Cycle 6 (1):  56–9. (January 2007). doi:10.4161/cc.6.1.3668. PMID 17245122.
- “Hypoxia and HIF-1 alpha in chondrogenesis”. Seminars in Cell & Developmental Biology 16 (4–5):  539–46. (2006). doi:10.1016/j.semcdb.2005.03.003. PMID 16144691.
- “A novel mutation in the von Hippel–Lindau tumor suppressor gene identified in a Japanese family with pheochromocytoma and hepatic hemangioma”. Internal Medicine 45 (5):  265–9. (2006). doi:10.2169/internalmedicine.45.1547. PMID 16595991.
- “The VHL Handbook: What You Need to Know about VHL”. VHL Family Alliance 12 (1):  1–56. (2005).